# Her Soul Revealed
Her Soul Revealed è un cortometraggio muto del 1915. Il nome del regista non viene riportato nei credit del film che, prodotto dalla Biograph, aveva tra gli interpreti Charles Perley, Augusta Anderson, Laura La Varnie e la piccola Zoe Rae.

## Produzione
Il film fu prodotto dalla Biograph Company.

## Distribuzione
Distribuito dalla General Film Company, il film - un cortometraggio in una bobina - uscì nelle sale cinematografiche statunitensi il 7 ottobre 1915. Non si conoscono copie ancora esistenti della pellicola che viene considerata presumibilmente perduta.